# Gjelosh Lulashi
Gjelosh Lulashi (Ndrejaj Shoshe Dukagjine, 2 settembre 1925 – Scutari, 4 marzo 1946) è stato un militare albanese.

## Biografia
Frequentò le scuole dei francescani a Scutari e poi il Pontificio Seminario Albanese. Era impiegato come segretario dell'ospedale militare di Scutari. 
Il 3 dicembre 1945 fu arrestato e imprigionato a Scutari, il 22 febbraio 1946 dopo un sommario processo fu condannato a morte e giustiziato per fucilazione a Scutari alle ore 5 del 4 marzo 1946. Il cadavere fu abbandonato sul luogo dell'esecuzione e rinvenuto con quelli di padre Daniel Dajani, padre Giovanni Fausti, padre Gjon Shllaku, il giovane Qerim Sadiku e altri.
Insieme a 37 altri Martiri d'Albania, è stato beatificato il 5 novembre 2016 da papa Francesco.

## Nella cultura di massa
Ci sono molte canzoni dedicate a lui e alla sua famiglia. In Albania lui era ed è il Bajraktari i Shoshit, meglio dire il rappresentante della sua regione e della fede di Gesù Cristo.